# Broddetorps socken

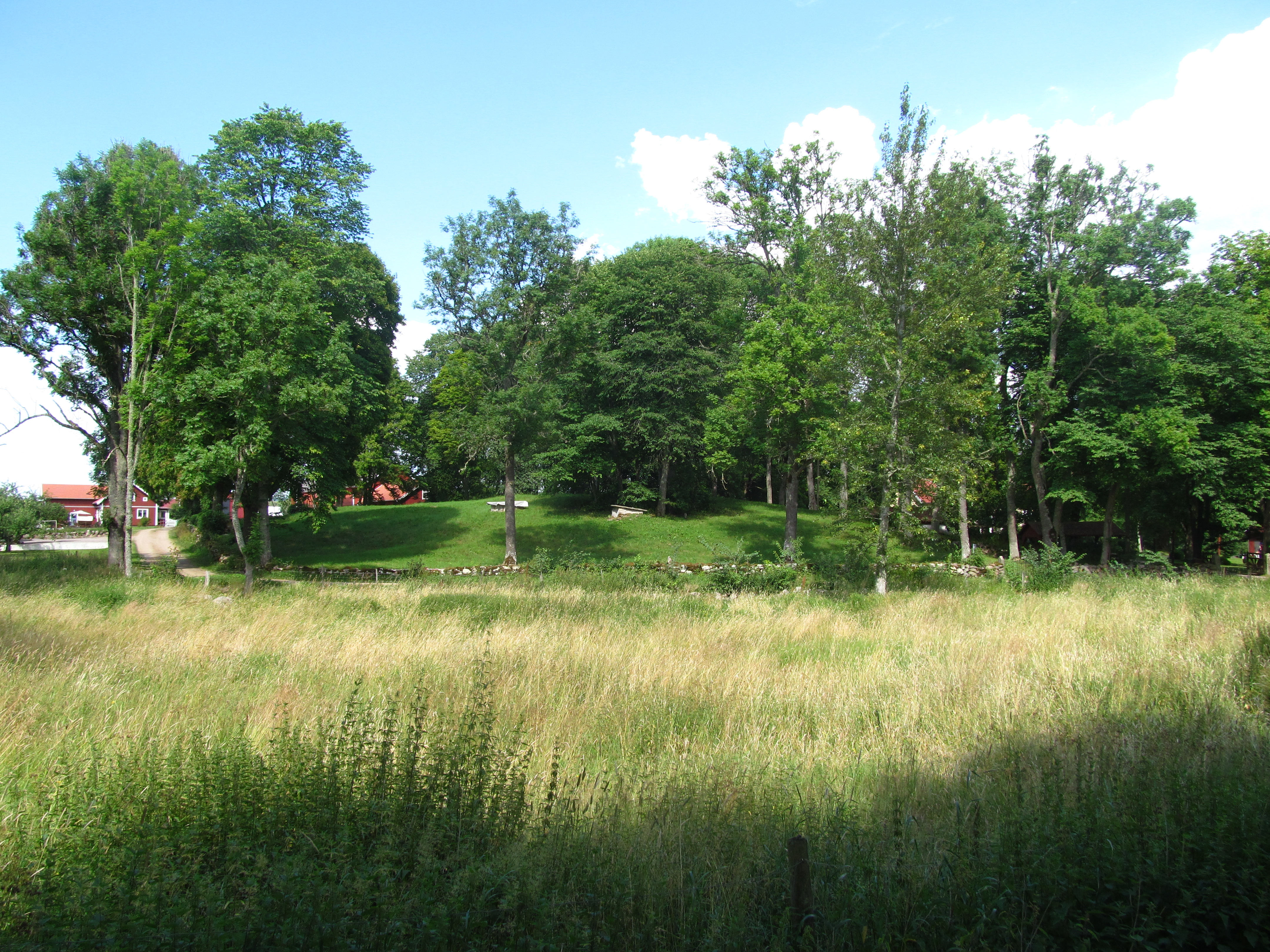
Broddetorps gamla kyrkplats

Broddetorps socken i Västergötland ingick i Gudhems härad och är sedan 1974 en del av Falköpings kommun, från 2016 inom Broddetorps distrikt.
Socknens areal är 8,29 kvadratkilometer varav 8,22 land. Här fanns 160 invånare år 1987, sista året med officiell statistik. Delar av kyrkbyn Broddetorp ligger i socknen. Sockenkyrkan Broddetorps kyrka, gemensam med andra socknar, ligger i Bolums socken. Från Broddetorps medeltidskyrka som revs på 1820-talet kommer Broddetorpsantemensalet.

## Administrativ historik
Socknen har medeltida ursprung.
Vid kommunreformen 1862 övergick socknens ansvar för de kyrkliga frågorna till Broddetorps församling och för de borgerliga frågorna bildades Broddetorps landskommun. Landskommunen uppgick 1952 i Gudhems landskommun som 1974 uppgick i Falköpings kommun. Församlingen utökades 1989 med tre omgivande församlingar. Broddetorps socken utgjorde då 13% av ytan och 22% av befolkningen i den nya församlingen. År 2006 uppgick församlingen i en återbildad Hornborga församling.
1 januari 2016 inrättades distriktet Broddetorp, med samma omfattning som Broddetorps församling fick 1989, och vari detta sockenområde ingår.
Socknen har tillhört län, fögderier, tingslag och domsagor enligt vad som beskrivs i artikeln Gudhems härad. De indelta soldaterna tillhörde Skaraborgs regemente Livkompaniet och Höjentorps kompani och Västgöta regemente, Gudhems kompani.

## Geografi
Broddetorps socken ligger norr om Falköping öster om Hornborgasjön med Brunnhemsberget i öster och Slafsan i väster och med en enklav på Billingen. Socknen är i väster en odlad slättbygd och i öster en kuperad skogsbygd.

## Fornlämningar
Boplatser och lösfynd från stenåldern är funna. Från järnåldern finns gravar och gravfält.

## Namnet
Namnet skrevs 1439 Brwddatorpa och kommer från kyrkbyn. Efterleden är torp, 'nybygge'. Förleden innehåller mansnamnet Brodde.

## Personer från bygden
Prästen Arvid August Afzelius föddes i Broddetorps socken 1785.